# 宮城長五郎

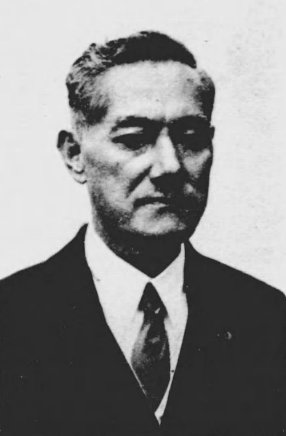
宮城長五郎

宮城 長五郎（みやぎ ちょうごろう、1878年（明治11年）9月5日 - 1942年（昭和17年）6月25日）は、明治から昭和にかけての裁判官、検察官、政治家。司法大臣、貴族院議員。旧少年法および矯正院法（少年院法の前身）の成立に尽力した人物として名高い。

## 経歴
埼玉県出身。農業・宮城藤次郎の二男として生まれる。郁文館中学、第一高等学校を経て、1906年（明治39年）7月、東京帝国大学法科大学法律学科を卒業。司法官試補となり千葉地方裁判所詰となる。
1908年（明治41年）4月、判事に任官し東京地方裁判所に着任。以後、八王子区裁判所予審判事、東京地裁判事を歴任。1913年（大正2年）5月、東京区裁判所検事に異動し、同年9月、司法省参事官となり法務局に勤務。1918年（大正7年）7月から翌年6月まで欧米各国に出張した。1921年（大正10年）6月、司法省大臣官房保護課長に就任。保護課長として旧少年法および矯正院法の成立に尽力した。
1925年（大正14年）治安維持法の成立にも司法省政府委員として関わった。彼の思想は、犯罪を未然に防ぐという観点から、具体的な犯罪が起こる前、その虞あるものも取り締まるというものであった。そのため、1928年（昭和3年）の三・一五事件、および死刑などを盛り込んだ治安維持法の改正に際しては、「刑罰主義に負けた」として批判した。
1926年（大正15年）3月、大審院検事に移り、東京地裁検事正、長崎控訴院（現福岡高裁）検事長、名古屋控訴院（現名古屋高裁）検事長などを歴任。五・一五事件、血盟団事件、神兵隊事件、帝人事件などを担当。また、起訴猶予者・執行猶予者の保護のための組織である帝国更新会を設立した。
1939年（昭和14年）8月、阿部内閣の司法大臣に就任。1940年（昭和15年）1月16日に同内閣が総辞職をするが、その直前の同月14日、貴族院勅選議員に任じられ、無所属倶楽部に属して活動し在任中に死去した。享年65。

## 栄典
- 1934年（昭和9年）3月15日 - 正四位[6]

## 著書
- 少年保護婦人協会編　『少年保護の法理と実際』（共著）刀江書院、1928年。改訂新版、『少年保護の法理と実際（日本の司法福祉の源流をたずねて　４）』慧文社、2016年。
- 『法律善と法律悪』読書新報社出版部、1941年。
- 島田鉄吉との共著『刑法論 総則』〈帝国百科全書〉第200編、博文館、1910年。

## 伝記
- 都築亀峰編『宮城長五郎小伝』故宮城元司法大臣建碑実行委員事務所、1945年。

## 親族
- 妻 宮城タマヨ（参議院議員）
- 弟 宮城音五郎（東北帝国大学教授・宮城県知事）